# Ready an' Willing
| 전문가 평가                      | 전문가 평가 |
| 평가 점수                        | 평가 점수   |
| 출처                             | 점수        |
| -------------------------------- | ----------- |
| AllMusic                         | [ 1 ]       |
| Collector's Guide to Heavy Metal | 9/10        |

《Ready an' Willing》은 1980년 5월 31일에 발매된 영국의 하드 록 밴드 화이트스네이크의 세 번째 스튜디오 음반이다. 이 음반은 영국 음반 차트에서 6위를 차지했으며, 이 밴드는 또한 영국 밖에서 처음으로 차트 1위를 차지했으며, 노르웨이는 32위, 미국은 90위에 올랐다.
이 음반에는 그 해부터 밴드의 영국 싱글 히트곡 두 곡이 수록되었는데, 〈Fool for Your Loving〉은 1980년 4월 26일 차트에서 13위에 올랐으며, 타이틀 곡 〈Ready an' Willing (Sweet Satisfaction)〉은 같은 해 7월에 43위에 올랐다. 1980년 8월 2일, 〈Fool for Your Loving〉은 빌보드 핫 100에서 53위로 정점을 찍었다. 이 곡은 후에 《Slip of the Tongue》 음반으로 다시 녹음될 것이다. 처음에 데이비드 커버데일의 첫 번째 솔로 음반인 화이트스네이크의 〈Blindman〉이 이 음반에 다시 녹음되었다.

## 곡 목록
| #  | 제목                     | 작사·작곡                                     | 재생 시간 |
| -- | ------------------------ | --------------------------------------------- | --------- |
| 1. | 〈Fool for Your Loving〉 | 데이비드 커버데일, 미키 무디, 버니 마즈든     | 4:17      |
| 2. | 〈Sweet Talker〉         | 커버데일, 마즈든                              | 3:38      |
| 3. | 〈Ready an' Willing〉    | 커버데일, 무디, 닐 머리, 존 로드, 이언 페이스 | 3:44      |
| 4. | 〈Carry Your Load〉      | 커버데일                                      | 4:06      |
| 5. | 〈Blindman〉             | 커버데일                                      | 5:09      |

| #  | 제목                        | 작사·작곡        | 재생 시간 |
| -- | --------------------------- | ---------------- | --------- |
| 6. | 〈Ain't Gonna Cry No More〉 | 커버데일, 무디   | 5:52      |
| 7. | 〈Love Man〉                | 커버데일         | 5:04      |
| 8. | 〈Black and Blue〉          | 커버데일, 무디   | 4:06      |
| 9. | 〈She's a Woman〉           | 커버데일, 마즈든 | 4:07      |

## 참여 인원
화이트스네이크
- 데이비드 커버데일 - 리드와 백 보컬
- 미키 무디 - 기타, 백 보컬
- 버니 마즈든 - 기타, 백 보컬
- 존 로드 - 키보드
- 닐 머리 - 베이스
- 이언 페이스 - 드럼

제작
- 마틴 버치 - 프로듀서, 엔지니어, 믹싱

## 인증
| 국가                       | 인증 | 판매량/출하량 |
| -------------------------- | ---- | ------------- |
| 영국 (BPI)                 | 골드 | 100,000^      |
| ^출하량을 기반으로 한 인증 |      |               |